# Neocalanus cristatus
Neocalanus cristatus är en kräftdjursart som först beskrevs av Henrik Nikolai Krøyer 1848.  Neocalanus cristatus ingår i släktet Neocalanus och familjen Calanidae. Inga underarter finns listade i Catalogue of Life.